# 加納誠 (任天堂)
加納 誠（かのう まこと、1950年10月30日 - ）は、日本のゲームクリエイター。京都府出身。元任天堂クリエイティブ課（後の情報開発本部）および社長室所属。
Mr.ゲーム&ウォッチのデザイナーとしても知られる。

## 略歴
1972年に任天堂に入社。開発第一部でゲーム&ウオッチなどのゲーム開発に携わる。後に大乱闘スマッシュブラザーズシリーズに登場するMr.ゲーム&ウォッチを作り出したのも加納によるものである。
代表作は『カエルの為に鐘は鳴る』や『スーパーメトロイド』。2000年の『ポケモンスタジアム金銀』（NINTENDO 64）を最後に長らくソフトウェア開発に関わっていなかったが、2013年にクラブニンテンドーより配信の『任天童子』で現場復帰した。2017年時点で定年のため既に任天堂を退社している。

## 主な作品
- ワイルドガンマン（英語版） - デザイナー
- レッキングクルー - デザイナー
- メトロイド - アシスタントディレクター、コンセプトデザイナー、シナリオライター
- 光神話 パルテナの鏡 - コンセプトデザイナー、ゲームデザイナー
- ファミコン探偵倶楽部 消えた後継者 - スーパーバイザー
- ファミコンウォーズ - コンセプトデザイナー
- ファミコン探偵倶楽部PartII うしろに立つ少女 - スーパーバイザー
- メトロイドII RETURN OF SAMUS - デザイナー
- X - サポート
- スーパーマリオランド2 6つの金貨 - グラフィックデザイナー
- カエルの為に鐘は鳴る - プロデューサー
- スーパースコープ6 - プロデューサー
- スペースバズーカ - ディレクター
- マリオとワリオ - プロデューサー
- スーパーメトロイド - プロデューサー
- テレロボクサー - アートワーク
- ポケモンスタジアム金銀 - アートワーク
- 任天童子 - プロダクションマネージメント（制作管理）